# Na cizích stezkách
Na cizích stezkách (1897, Auf fremden Pfaden) je sbírka dobrodružných povídek německého spisovatele Karla Maye.
Sbírka obsahuje devět autorových povídek, z toho dvě z amerického divokého západu: Většina z nich obsahuje silné křesťanské motivy.
- Saiwa tjalem (1883), později jako Talisman (Der Talisman),
- Boer van het Roer (1878, Der Boer van het Roer),
- Er Raml el Helahk (1895), později jako Písek záhuby (Der Sand des Verderbens),
- Krevní msta (1894, Blutrache),
- Kutb (1894, Der Kutb),
- Kys Kapčiji (1895–1896, Der Kys-Kaptschiji),
- Marie nebo Fatima (1893, Maria oder Fatima),
- Bůh se nedá urážeti (1896, Gott läßt sich nicht spotten),
- Blizzard (1896, Ein Blizzard).

Kniha vyšla roku 1897 jako dvacátý třetí svazek Mayových spisů v nakladatelství Friedrich Ernst Fehsenfeld. Roku 1910 vydal Friedrich Ernst Fehsenfeld ilustrovanou verzi této knihy s ilustracemi Willyho Plancka. Roku 1913 vyšla kniha jako dvacátý třetí svazek Sebraných spisů Karla Maye (Karl May’s Gesammelte Werke) v nakladatelství Karl-May-Verlag. Toto vydání neobsahuje povídku Písek záhuby, která byla přesunuta do svazku spisů číslo deset.
Česká vydání sbírky i samostatná vydání jednotlivých povídek je možno najít v článku Povídkové dílo Karla Maye.

## Povídky ve sbírce

### Saiwa tjalem
Povídka vznikla roku 1883 a ve stejném roce byla poprvé publikována v časopise Vom Fels zum Meer. Její název doslovně znamená "posvátné písmo". V Sebraných spisech Karla Maye, vycházejících v nakladatelství Karl-May-Verlag, je povídka uváděna pod názvem Talisman.
Jedná se o humorně laděnou historku z Laponska. Vypravěč je zde na návštěvě u Laponce Penta a jeho rodiny. Pent nosí na krku kus kůže, na které je nějaký nápis, a věří, že jde o talisman, který jej chrání před nebezpečím. Vypravěč zjistí, že jde o část básně Heinricha Heineho, kterou na kůži kdysi napsal zřejmě nějaký šprýmař. Pentovi to sice neřekne, ale když je Pent okraden, pomůže mu lup i pachatele najít a přesvědčí jej, že talisman je k ničemu. Pent jej následně zničí.

### Boer van het Roer

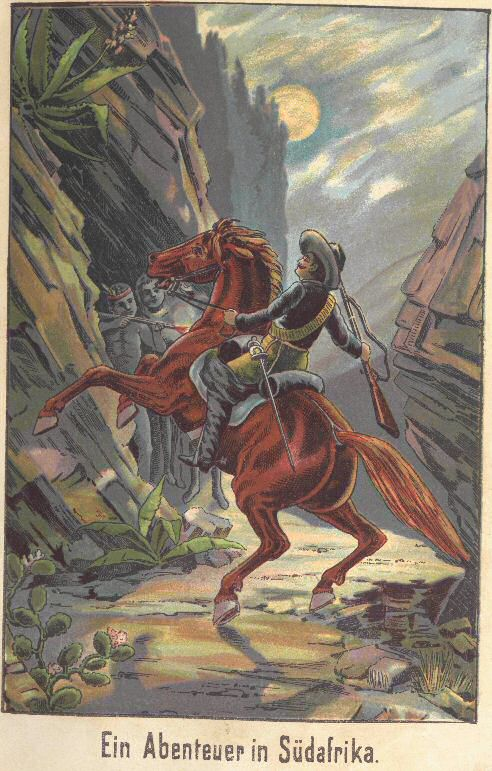
Vydání povídky z roku 1894

Povídka vznikla roku 1877 a jako Afrikánec (Der Africander) vyšla roku 1878 v časopise Frohe Stunden. Roku 1894 vyšla povídka pod názvem Dobrodružství v jižní Africe (Ein Abenteuer in Südafrika) v povídkové sbírce Škrtič karavan (Der Karawanenwürger). Roku 1897 May povídku upravil a pod názvem Boer van het Roer jí zařadil do své sbírky povídek Na cizích stezkách. V Sebraných spisech Karla Maye od nakladatelství Karl-May-Verlag je od roku 1913 povídka vydávána pod názvem Hrobka Kafrů (Das Kafferngrab).
Vypravěč povídky, doprovázený černošským sluhou Quimbem, se na svých cestách po Transvaalu zaplete do sporů mezi Búry (afrikánsky Boery) a Kafry, podporovanými Angličany, kterým jde o ovládnutí země. Náčelník Čeka, který sjednotil kaferské kmeny k odporu proti Evropanůn, byl zavražděn vlastním bratrem Sikukunim, kterého následně Angličané vyzbrojili. Vypravěč se také seznámí s Boerem Janem van Helmersem, přezdívaným Boer van het Roer podle toho, že jeho ručnice (afrikánsky roer) ještě neminula cíl (podle jeho postavy se povídka původně jmenovala Afrikánec). Také pozná jeho nastávající ženu, černoškou Mitjé, o které se v průběhu děje dozvíme, že je dcerou zavražděného náčelníka Čeky a kterou chce Sikukuni také zavraždit.
Vypravěč přispěje k vítězství Boerů nad Kafry v bitvě u Groote Kloof, ve které Angličané obětují zcela zbytečně dva kaferské pluky po patnácti stech mužích (toto místo se od té doby údajně nazývá hrob, resp. hrobka Kafrů), a Sikukuni je Helmersem v bitvě zajat a zabit.

### Er Raml el Helahk
Povídka vznikla roku 1895 a v tom samém roce vyšla v mariánském kalendáři Regensburger Marien-Kalender. Roku 1897 ji May zařadil do své sbírky povídek Na cizích stezkách. V upravené podobě se příběh pod názvem Písek záhuby (Sand des Verderbens) stal součástí stejnojmenného desátého svazku Mayových sebraných spisů, vycházejících v nakladatelství Karl-May-Verlag.
Křesťansky laděný příběh vypráví o cestě Kara ben Nemsího a jeho sluhy Kámila s karavanou z Bilmy do Murzuku. Kara ben Nemsí odhalí jejich průvodce jako příslušnika kmene Imošarchů, tj. Tuaregů, kteří plánují karavanu přepadnout, ale nikdo mu neuvěří. Následně se cestou setkají se skupinou jezdců, kteří mají sebou v tachtirvanu (závěsný koš určený především pro převoz žen) osobu, která mluví ženským nebo chlapeckým sopránem.
Karavana je skutečně přepadena a zajata, ale Kara ben Nemsímu se podaří dohodnout propuštění zajatců, když šejkovi Tuaregů navrátí jeho syna, který mu byl unesen a ukryt právě v tachtirvanu. Pak se strhne písečná bouře a tachtirvan je smrští odvát na písečné jezero (Er Raml el Helahk, písek zhouby) z tekoucích písků. Když šejk marně prosí Alláha a Mohameda o pomoc, nabídne mu Kara ben Nemsí, že mu syna zachrání, když se bude modlit k Ježíšovi (Ísá ibn Marjam), což se mu skutečně podaří. Šejk se stane jeho přítelem a přestane se ke křesťanům chovat nenávistně.

### Krevní msta
Povídka vznikla roku 1894 a v tom samém roce vyšla mariánském kalendáři Regensburger Marien-Kalender. Roku 1897 ji May zařadil do své sbírky povídek Na cizích stezkách. a v rámci této sbírky vychází i v Sebraných spisech Karla Maye vycházejících v nakladatelství Karl-May-Verlag.
Kara ben Nemsí se svým sluhou a společníkem Halefem a s Umarem ibn Sádikem vyrážejí na prohlídku staré Basry. Ve zříceninách jsou přepadeni a oloupeni beduíny šejka Abda el Kahir, který přitom zabije Umarova bratra Mesuda. Umar přísahá krevní mstu. Při pronásledování vrahů naleznou v poušti opuštěného chlapce, kterého si Umar zamiluje a opět přísahá, že nalezne jeho rodiče a přinese jim štěstí. Když šejka Abda el Kahir dopadnou, zjistí, že nalezený chlapec je jeho unesený syn. Umar si vzpomene na svou přísahu a již nepožaduje šejkovu smrt, ale spokojí se s krevním výkupným, které nakonec daruje šejkovu synovi.

### Kutb

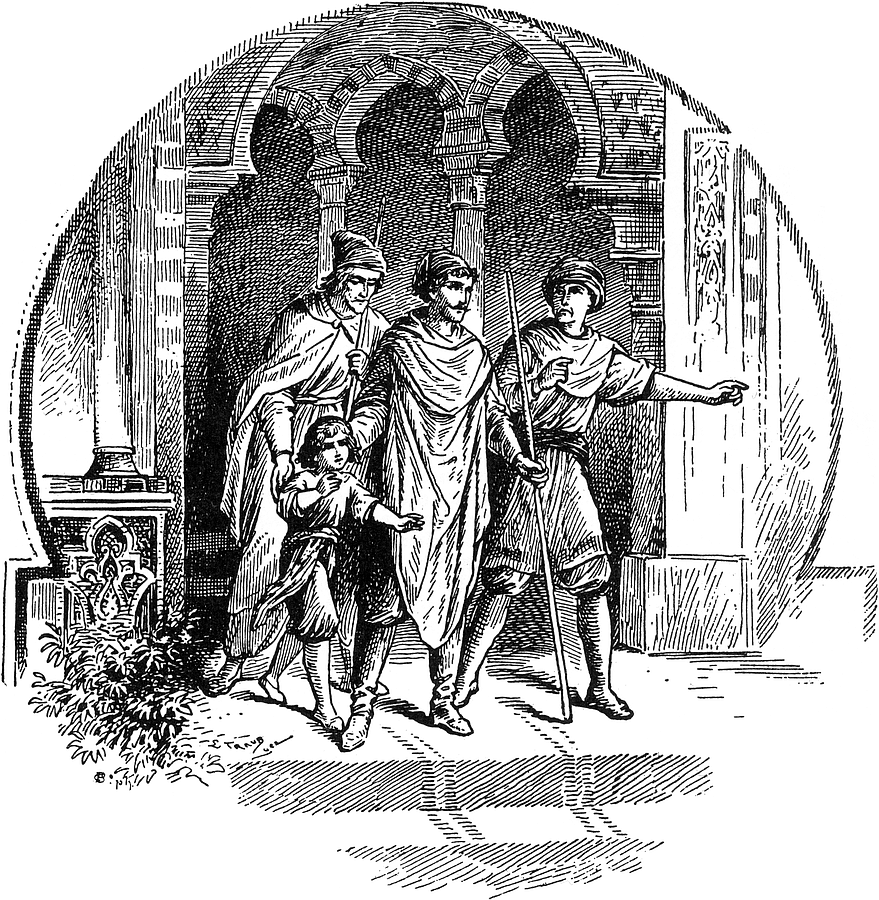
Ilustrace k povídce Kutb z vydání v mariánském kalendáři

Povídka vznikla roku 1894 a v tom samém roce vyšla mariánském kalendáři Benziger's Marien-Kalender. Roku 1897 ji May zařadil do své sbírky povídek Na cizích stezkách, a v rámci této sbírky vychází i v Sebraných spisech Karla Maye.
Jde opět o křesťansky orientovaný příběh. Kara ben Nemsí se při svém pobytu v Káhiře seznámí se žebrákem, který své "řemeslo" provozuje u brány Bab Zuvajlech. Toto místo je velmi výhodné, protože podle představ muslimských obyvatel žije v bráně mocný duch Kutb a mnoho z nich k bráně chodí se pomodlit, nebo o něco požádat a přitom dají žebrákovi almužnu. Žebrák je ale ve skutečnosti bohatý muž, který své žebrání u brány využívá k získávání informací. Když Kara ben Nemsí odstraní jeho dceři strumu, která ji hyzdí, cítí se mu natolik zavázán, že jej ochrání při vojenské vzpouře plukovníka Umárího z počátku září 1881. Převleče jej za žebráka a pošle ho žebrat k bráně Bab Zuvajlech. Zde Kara ben Nmesí vyslechne prosbu jednoho vojáka ke Kutbovi o peníze, aby se mohl vrátit domů do svatého města Kairvánu v Tunisku a opět se setkat se svým otcem, ženou a dítětem. Věnuje mu proto potřebný obnos a při rozhovoru o víře mu daruje Nový zákon.
O něco později cestuje Kara Ben Nemsí po Tunisku. Objeví mrtvého muže a je považován za vraha. Je zachráněn francouzským obchodníkem, který potkal skutečné vrahy. Od Francouze se dozví, že před dvěma roky zmizel jeho čtyřletý syn Armand. Kara Ben Nemsi má podezření, že chlapec byl unesen do Kairvánu, aby se stal muslimem a zabezpečil tak svému únosci odpuštění hříchů a posmrtný život v ráji. Tajné oba vstoupí do města. kam nesmí žádný jinověrec pod trestem smrti vstoupit (Kara ben Nemsí již toto pravidlo jednou porušil v povídce Z Murzúku do Kairvánu). Ve městě skutečně najdou šestiletého chlapce, který nadšeně vítá svého otce. Před rozběsněným davem je zachrání chrámový sluha, bývalý voják z Káhiry, kterému Kara ben Nemsí věnoval peníze, a vyvede je z města. Při četbě darovaných evangelií si uvědomil sílu křesťanské víry.

### Kys Kapčiji

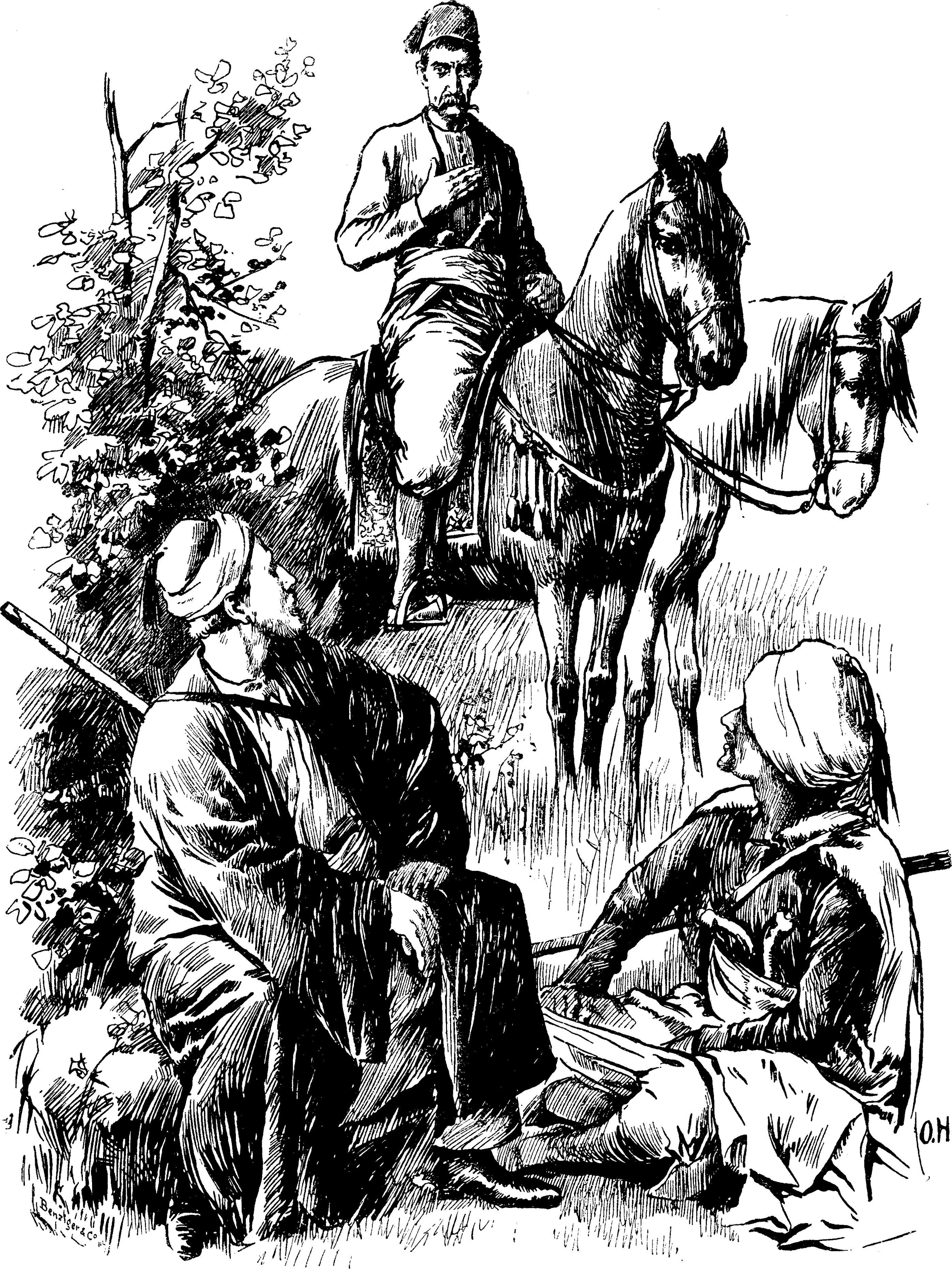
Ilustrace k povídce Kys Kapčiji z vydání v mariánském kalendáři

Příběh byl napsán na jaře roku 1895 a publikován ve dvou částech v letech 1895 a 1896 v mariánském kalendáři Benziger's Marien-Kalender. Roku 1897 jej May zařadil do své sbírky povídek Na cizích stezkách a v rámci této sbírky vychází i v Sebraných spisech Karla Maye, zde ovšem pod názvem Obchodník sardatášský (Der Händler von Serdescht).
Kara ben Nemsí se svým společníkem a nyní již šejkem Haddedinů Halefem cestují ze Sardaštu do Arbely. Při jízdě po pravém břehu Malého Zabu se setkají s arménským obchodníkem, který se představuje různými jmény a obchoduje s falešným svatým olejem a údajně svatou krví. Kromě toho v okolí řádí banda únosců dívek pod vedením zlosyna jménem Kys Kapčiji. Arménec je brzy odhalen nejen jako podvodník, ale dokonce jako hledaný únosce. Banda je rozprášena, zločinci odsouzeni k smrti a všechny dívky jsou osvobozeny. Kys Kapčii je svázaný položen na vor z trávy, který se v proudu řeky pomalu potopí.

### Marie nebo Fatima
Křesťansky laděný příběh byl pravděpodobně napsán roku 1892 nebo 1893 a prvně vyšel roku 1893 v mariánském kalendáři Eichsfelder Marien-Kalender. Roku 1897 jej May zařadil do své sbírky povídek Na cizích stezkách a v rámci této sbírky vychází i v Sebraných spisech Karla Maye.
Kara ben Nemsí a hadži Halef narazí při svých toulkách po Kurdistánu na ves, kterou společně obývají šíité a křesťané. Dlouho spolu žili ve svornosti, ale teď je rozděluje vážný spor. Jejich vesnice byla napadena Kurdy, několik lidí bylo zabito a osm osob (čtyři muži, tři mladé ženy a dívka) bylo uneseno do otroctví. Křesťané chtějí unesené osvobodit lstí a modlí se za jejich záchranu k Ježíšově matce Marii (Marjam nebo Maryam), zatímco šíité vzývají Fatimu, dceru islámského proroka Mohameda, a chystají se k boji s přesilou nepřátel. Kara ben Nemsí je varuje, že jejich víra v obyčejnou ženu Fatimu je přivede do záhuby, a říká, že křesťané nebudou muset opustit osadu, protože matka Boha Marie je vyslyší a unesené přivede zpět.
Když šíitové vyrazí otroky osvobodit, Kara ben Nemsí a Halef je tajně sledují. Jsou svědky toho, jak je jejich útok neúspěšný a jak je Kurdové pronásledují s úmyslem přepadnout i jejich vesnici. Toho Kara ben Nemsí s Halefem využijí a osvobodí zajatce. Rovněž zabrání přepadení vesnice. Šíiotvé musí uznat, že matka boží je silnější než prorokova dcera

### Bůh se nedá urážeti
Povídku May napsal v červnu a červenci roku 1895 a poprvé ji vydal pod názvem Old Cursing-Dry v roce 1896 v mariánském kalendáři Regensburger Marien-Kalender. Roku 1897 ji bez větších úprav zařadil pod názvem Bůh se nedá urážeti (Gott läßt sich nicht spotten) do své sbírky povídek Na cizích stezkách a v rámci této sbírky vychází i v Sebraných spisech Karla Maye, zde ovšem pod názvem Proklatec (Der Flucher).
Jde o první povídku sbírky, která se odehrává na Divokém západě a jejím hlavním tématem je motiv božího trestu. Vinnetou a Old Shatterhand pobývají u Navajů a čekávají na příchod bílých lovců, se kterými chtějí vyrazit ke Coloradu. Navajové zajmou dva zvědy z kmene Pajutů, proto se Vinnetou a Odl Shatterhand vydají hledat jejich tábor a zjistit, jaké od nich hrozí nebezpečí. Na cestě se setkají s Dickem Hammerdullem a Pittem Holbersem, kteří jedou k Navajům pro pomoc, protože jejich společníci (jde o ty lovce, na které Vinnetou a Old Shatterhand čekají) byli Pajuty zajati. Doprovází je muž jménem Fletcher, nazývaný Old Cursing-Dry, protože neustále kleje. Brzy se zjistí, že Fletcher, který nenávidí Indiány, bezdůvodně zastřelil dva Pajuty, a proto Pajutové zajali bílé lovce, mezi kterými je i Fletcherův syn. Fletcher však vinu popírá a rouhá se slovy: „chci oslepnout a být rozdrcen, jsem-li vrahem".
V noci jsou bílí lovci osvobozeni a Pajutové vlákáni do léčky. takže jim nezbývá nic jiného než uzavřít mír. S Fletcherem je uspořádán prérijní soud a je vydán Pajutům k potrestání. Aby ušel mučednickému kůlu, zmocní se Fletcher bambitky náčelníka Pajutů, vystřelí na něho a pak se střelí do hlavy. Bambitka však byla nabita pouze prachem, jehož výbuch jej oslepil. V noci se mu podaří s jeho synem, který je mu povahově podobný jako vejce vejci, na koních uprchnout. Fletcherův syn je při pronásledování zastřelen a Fletcher, který ve své slepotě zavedl koně k propasti, je do ní koněm svržen a rozdrtí si v ní tělo. Těsně před smrtí svých zločinů lituje.

### Blizzard

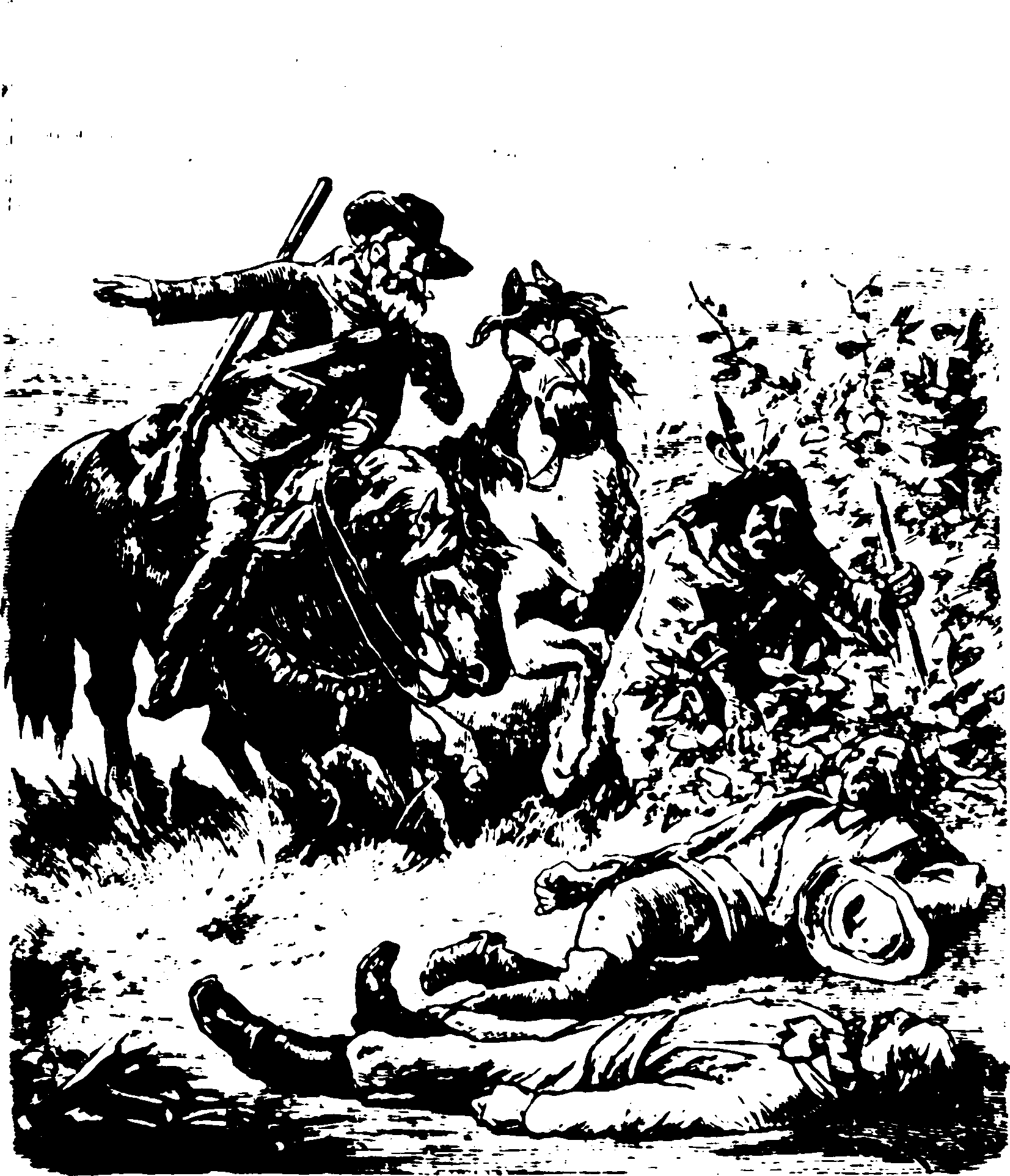
Ilustrace k povídce Americký dvojitý souboj z vydání v mariánském kalendáři

Povídka vznikla v prosinci roku 1895 a prvně vyšla roku 1896 v mariánském kalendáři Einsiedler Marien-Kalender pod názvem Americký dvojitý souboj (Ein amerikanisches Doppelduel). Již roku 1897 May povídku upravil a pod názvem Blizzard (Ein Blizzard) jí zařadil do své sbírky povídek Na cizích stezkách a v rámci této sbírky vychází i v Sebraných spisech Karla Maye.
Jde o druhou povídku ze sbírky, která se odehrává na Divokém západě a opět obsahuje motiv božího trestu. Vinnetou a Old Shatterhand musí na své cestě do Nebrasky zůstat delší dobu ve Fort Niobara, protože pevnost zcela zapadla sněhem a cesty se staly neschůdnými. Při pobytu se seznámí s bratry Burningy, kteří v Black Hills narazili šťastně na zlato a teď jedou domů. V Niobaře ale přezimuje i řada pochybných existenci, z nichž se nejhruběji se chovají dva násilníci, notoričtí opilci a falešní hráči jménem Grinder a Slack. Oba se neustále rouhají úslovími „ať ihned oslepnu“ (Grinder) a „ať ze mě Bůh udělá šílence“ (Slack).
Když nastane obleva, všichni postupně pokračují v cestě. Na ní Vinnetou a Old Shatterhand naleznou zavražděné a okradené bratry Burningy a zjistí, že pachateli jsou Slack s Grinderem. Ve Fort Hillock je proto oba obviní. Ti se však zaklínají svou nevinnou a svými úslovími se opět rouhají. Nakonec všichni souhlasí s božím soudem ve formě amerického souboje, při kterém jsou soupeři ozbrojeni jenom noži a zavřeni v tmavé místnosti. Slack s Grinderem jsou přesvědčení o snadném vítězství, protože nevědí, kdo jsou jejich soupeři
Všichni čtyři jsou zavřeni v tmavé boudě. Než však může souboj skutečně začít, strhne se blizzard a pod jeho nápory se část boudy zřítí. Slack po ráně do hlavy ztratí rozum a Grinder utrpí zranění, po kterém oslepne. Ukradené zlato je nalezeno a vráceno rodinám zavražděných zlatokopů. O čtyři roky později se Old Shatterhand v Baton Rouge setká s dvěma otrhanými žebráky, Je to šílený Slack a slepý Grinder, kteří pro svá zranění nebyli sice ve Fort Hillock potrestáni, ale jejich současný život je daleko horší než smrt.